# Dope - Follia e riscatto
Dope - Follia e riscatto (Dope) è un film del 2015 diretto da Rick Famuyiwa.
Il film, di produzione statunitense, è stato presentato al Sundance Film Festival 2015.

## Trama
Malcolm fa di tutto per sopravvivere, tra registrazioni e interviste, in un quartiere difficile di Los Angeles pieno di gangster e spacciatori di droga, durante il suo anno da senior, per cercare di entrare all'Università di Harvard. Un invito a una serata underground sarà la causa di un'avventura con personaggi insoliti e scelte sbagliate.